# Macskamenta
A macskamenta (Nepeta) az ajakosvirágúak (Lamiales) rendjébe és az árvacsalánfélék (Lamiaceae) családjába tartozó nemzetség.

## Előfordulásuk
A macskamentafajok őshazája Ázsia legnagyobb része, beleértve Japánt és az Arktisz egyes szigetét is; viszont nem találhatók meg Délkelet-Ázsiában és Ománban. Továbbá őshonosak Afrika északkeleti egyharmadában, Egyiptom kivételével. Európában mindenhol vannak eredeti előfordulási területeik, kivéve Németországban, a Németalföldön, a Brit-szigeteken és Skandinávia nyugati felén; azonban e helyekre és Oroszország legkeletibb részeire betelepítették e növénynemzetség egyes fajait. Magyarországon többek közt a Gödöllői-dombság területén él. A macskamentákat az amerikai szuperkontinensre is betelepítették.

## Rendszerezés
A nemzetségbe az alábbi 255 faj és 3 hibrid tartozik: